# OK-Zone
OK-Zone war innerhalb eines sowjetischen Kriegsgefangenenlagers ein gesonderter Bereich für bedingt Arbeitsfähige, Schwache und minder kranke Kriegsgefangene. 
Die Bezeichnung OK ist das Kürzel für die Worte Osdorowitelnaja komanda (Genesungs-/Genesenden-Kommando, kyrillisch: Оздоровительная команда, statt Kommando auch: Lagerabteilung – Лаготделение).
Als bedingt arbeitsfähig galten solche Kriegsgefangene, die bei Kontrollen im Abstand von einem Viertel- bis Halbjahr oder wegen Dringlichkeit den Kategorien III und IV zugeordnet waren und im Gegensatz zu den uneingeschränkt Arbeitsfähigen der Kategorien I und II nur mit leichteren Arbeiten oder täglich nur vierstündig beschäftigt werden durften. Sie verrichteten zumeist im Lager Reinigungs- und Gartenarbeiten, führten einfachere Reparaturen aus, pflegten und warteten die Lagerumzäunung oder waren in den Unterkünften der Wachmannschaften und Offiziere sowie in der Verwaltung tätig.
Für akut Schwerkranke und schwerer Verletzte waren Spezialhospitäler (SpezHospital – СпецГоспиталь) eingerichtet, die abweichend dem Gesundheitsministerium unterstanden.
Die Kategorisierung wurde von Militärärztinnen und -ärzten bei Reihenuntersuchungen anhand des „unanständiges Griffs“ vorgenommen. Dabei wurde ins Gesäß gegriffen und die Begutachtung fast ausschließlich davon abhängig gemacht, wie lang sich das gefasste Fleisch ziehen ließ. 
Namentlich in den Jahren 1945 und 1946 wurde nebenbei unter die linke Achselhöhle geschaut, um anhand von Blutgruppentätowierungen oder Narben ehemalige SS-Angehörige zu identifizieren.